# ドルフィンショーツ

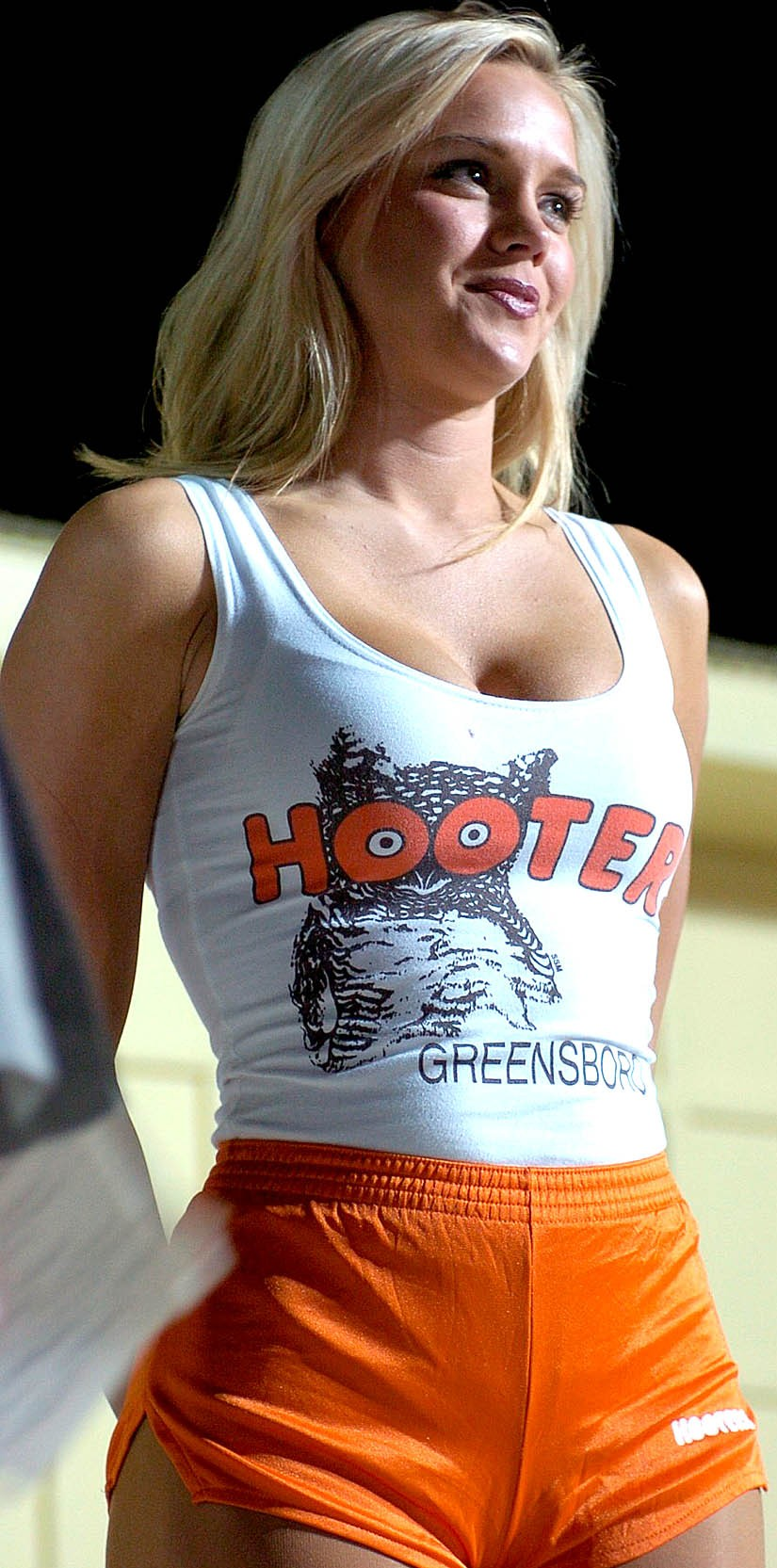
オレンジのドルフィンショーツ

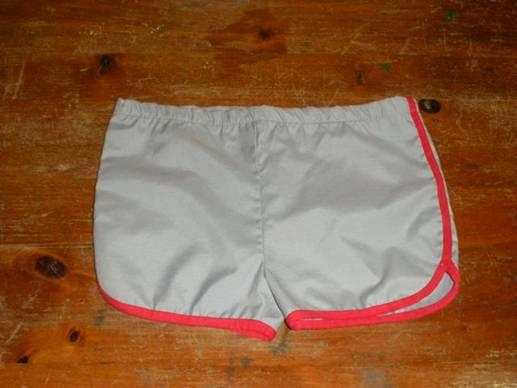
白とピンクのドルフィンショーツ

ドルフィンショーツ（Dolphin shorts）は、陸上競技用にデザインされたユニセックス・ショーツの特定のスタイルである。

## 概要
ドルフィンショーツは、陸上競技用にデザインされたユニセックスのショーツスタイルである。一般的に非常に短く、もともとはナイロン製で、対照的なバインディング、サイドスリット、丸みを帯びた角、上部にウエストバンドがあり、1980年代に流行したスタイルである。

## 歴史
名前は、1980年代に初めてこのスタイルのショートパンツを製造したアメリカのDolfin Swimwear社に由来する。